# 세일링 요트
세일링 요트(영어: sailing yacht, sailing vessel, SY, S/Y, SV, S/V)는 주로 세일링을 주된 추진력으로 사용하는 요트를 말한다. 엔진을 주된 추진력으로 사용하는 것은 모터 요트라고 한다. 세일링 요트도 모터가 달려있기는 하다. 선체 외부가 아니라 내부에 장착된 엔진을 선내기라고 하며, 세일링 요트도 소출력의 선내기를 장착한다.
2016년 5월 5일, 러시아 국적 세일링 요트가 부산 해운대 수영만의 세계 요트대회에 참석하기 위해 블라디보스토크에서 부산항으로 이동 중에, 조난을 당하였다. 신고 24시간만에, 해경 경비함이 포항 호미곶 동쪽 약 78해리에서, 카피탄 그리신(Kapitan Grishin)호와 선원 3명을 무사히 구조했다. 길이 12m, 무게 6.9 톤의 세일링 요트이다.
호화요트는 수억원에서 수천억원의 가격이지만, 세일링 요트는 반드시 비싼 호화 사치품은 아니다. 
서울시는 난지한강공원에 20피트(약 6m)형 요트 100여대가 정박할 수 있는 공용계류장을 50억원의 예산으로 설치해, 2017년부터 운영할 계획이다.
2014년 10월 19일 김승진 선장(52세)이 길이 13m, 폭 3.9m, 무게 9톤의 세일링 요트 아라파니아호를 타고, 충남 당진시 왜목항을 출항했다. 209일간 단독, 무기항, 무원조, 무동력으로 41,900km를 항해해, 지구 한바퀴를 돌았다. 국내 최초, 아시아 4번째, 세계에서는 비공인 포함 10번째 성공이다. 무동력 조건을 위해 선내기를 밀봉했다.

## 같이 보기
- 세일링